# Bruno Fischer
Pour les articles homonymes, voir Fischer.
Bruno Fischer, né le 29 juin 1908 à Berlin (Allemagne) et mort le 6 mars 1992 à Mexico dans le Missouri (États-Unis), est un écrivain de nouvelle et roman policier américain.

## Biographie
En 1913, il émigre aux États-Unis et est naturalisé américain en 1919. Vivant à New York, il est diplômé de la Rand School of Social Science (en). Journaliste, il est reporter à Long Island puis rédacteur dans différents journaux dont certains de tendance socialiste comme Labor Voice ou Socialist Call.
Engagé dans le mouvement socialiste américain, il est candidat pour le Sénat de l’État de New York en 1938.
Il écrit des nouvelles dans les pulps d’horreur et de terreur sous le pseudonyme de Russell Gray. De 1940 à 1962, il publie sous son nom des nouvelles policières dans Dime Mystery, Black Mask, Manhunt, New Detective…
Le premier de ses vingt-quatre romans, So Much Blood, paraît en 1939. Il crée plusieurs héros récurrents, dont le journaliste Rick Train dans deux romans et le détective privé new-yorkais Ben Helm qui revient dans six enquêtes.  Dans ses récits policiers sans enquêteur, il privilégie la représentation de l'Américain moyen. Ce brave type, entraîné à son corps défendant dans une aventure criminelle, doit à son honnêteté, son courage et son intelligence les moyens de mettre en échec les pièges de dangereux malfrats et de vénéneuses séductrices.  La nouvelle Un barbier de qualité (1949) donne un aperçu exemplaire de son art.
Le roman House of Flesh, écrit en 1950, connaît un grand succès avec plus de deux millions d’exemplaires vendus. Dans les années 1960, alors que les ventes de polar sont en berne, il se reconvertit dans l’édition et travaille chez Macmillan Publishers.
The Evil Days, son dernier roman, paraît en 1974.